# Zwölfaxing
Zwölfaxing è un comune austriaco di 1 678 abitanti nel distretto di Bruck an der Leitha, in Bassa Austria. Tra il 1938 e il 1954 era accorpato alla città di Vienna.